# Мариниди
Династија Маринида, такође позната и као Бану Марин, била је берберска династија која је владала деловима данашњег Марока и Алжира од 1244. до 1465. године. 

## Историја
Припадници Маринида били су из племенске групе Заната, традиционалних савезника умајадских калифа у Шпанији. Мариниди су основали државу у североисточној Африци средином 13. века. Њихов владар, Абу Јахја, освојио је Фез 1248. године, поразивши династију Алмохада. Маракеш је заузет 1269. године, те су Мариниди, под Абу Јусуфом Јакубом, постали владари читавог Марока. Како би испунили оно што су сматрали верском дужности, прогласили су џихад (свети рат) у Шпанији, који је трајао све до средине 14. века. Иако је рат помогао муслиманског династији Насрида у Гранади да се учврсти на власти, а такође и привремено зауставио напредовање хришћана ка Гибралтарском мореузу, ниједна територија током овог рата није заузета од хришћана, нити је у Африци дошло до трајнијих освајања. Мариниди су тамо покушали обновити царство Алмохада. Највећи маринидски владар, Абу ел Анасан Али заузео је Тлемкен 1337. године, али ни он ни његов син и наследник, Абу Инан, нису успели уздрмати власт Хафсида у Тунису. Војни походи исцрпли су ресурсе Маринида, а од 15. века царство је у стању анархије. Побочна грана Маринида, Ватасиди, преузела је власт над Мароком 1265. године и владала је до 1548. године, када је саидски шериф заузео Фез. 